# إسماعيل كوني
إسماعيل كوني (بالفرنسية: Ismaël Koné)‏ هو لاعب كرة قدم فرنسي في مركز الدفاع، ولد في 12 يوليو 1988 في باريس في فرنسا. لعب مع نادي بانسيريكوس.

## وصلات خارجية
- إسماعيل كوني على موقع قاعدة بيانات كرة القدم.إي يو (الإنجليزية)
- إسماعيل كوني على موقع Soccerway.com (الإنجليزية)